# Lijst van vlaggen van Bulgaarse deelgebieden
Dit artikel bevat een lijst van vlaggen van Bulgaarse deelgebieden. Sinds 1999 bestaat Bulgarije uit 28 oblasten (Bulgaars: области/oblasti; enkelvoud област/oblast), nadat het land sinds 1987 was onderverdeeld in negen grotere oblasten. Alle oblasten zijn vernoemd naar de regionale hoofdstad. De nationale hoofdstad, Sofia, vormt een eigen oblast.

Blagoevgrad
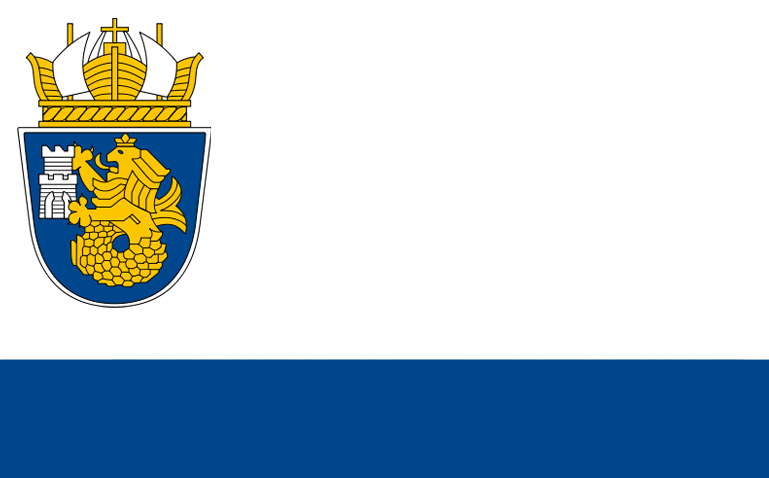
Burgas
Dobritsj
Gabrovo
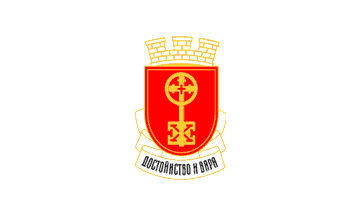
Chaskovo
Jambol
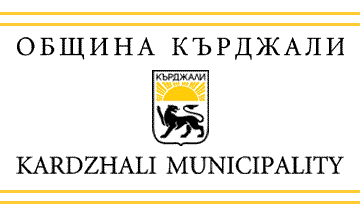
Kurdzjali
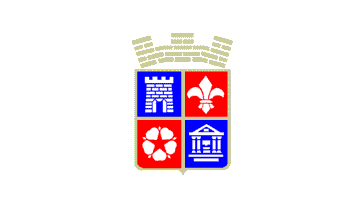
Kjoestendil
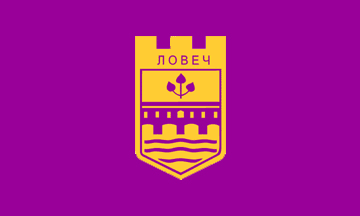
Lovetsj
Montana
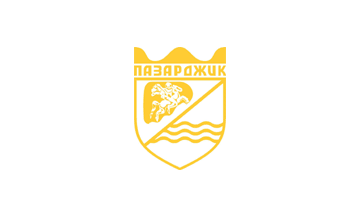
Pazardzjik
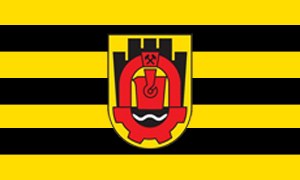
Pernik
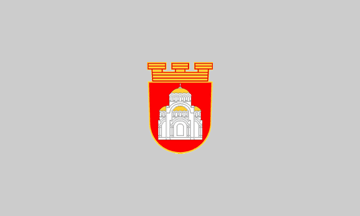
Pleven
Plovdiv
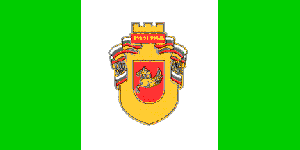
Razgrad
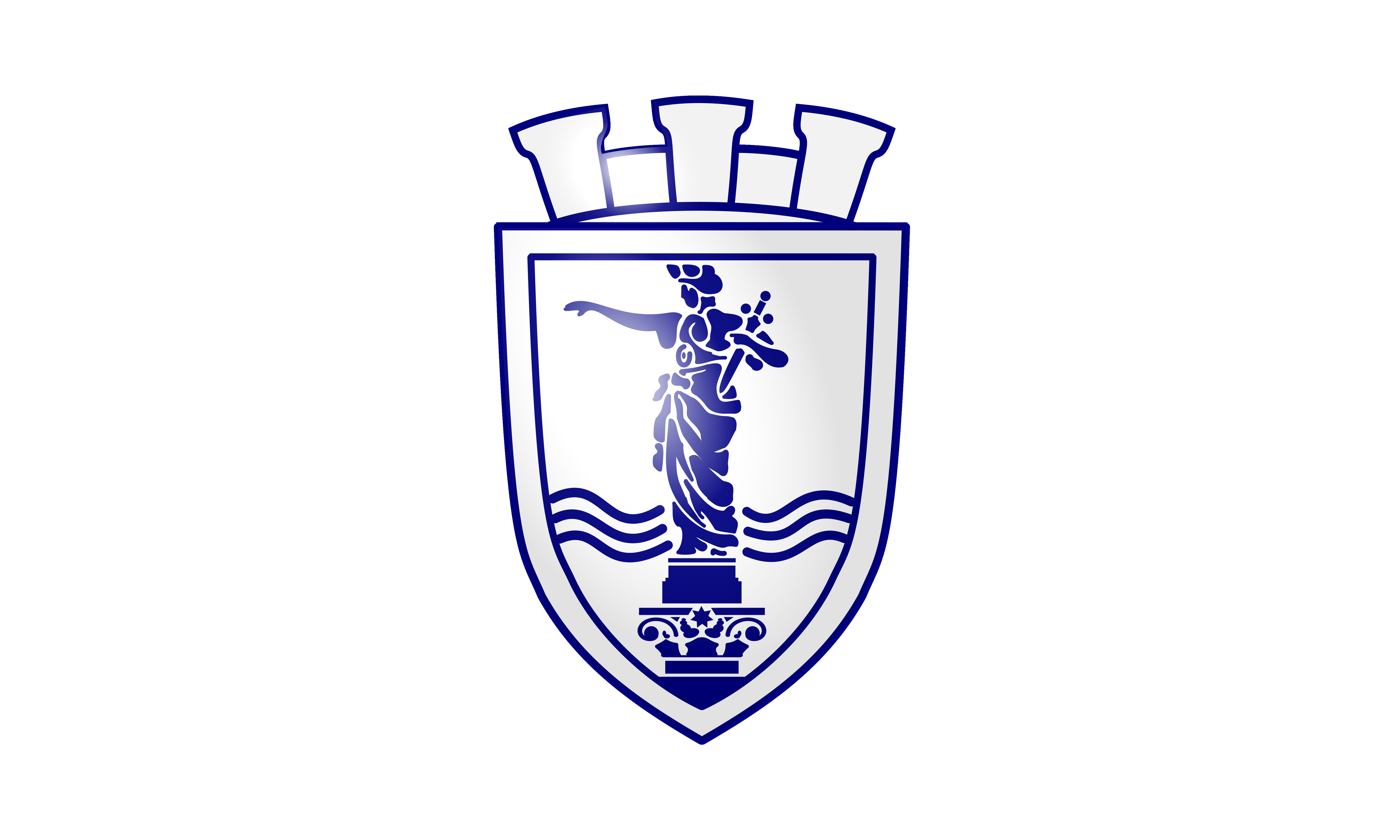
Roese
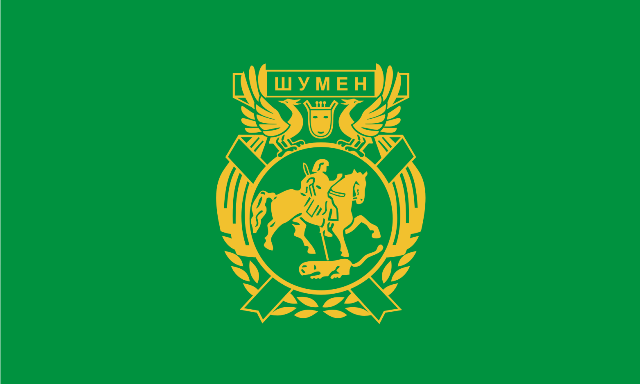
Sjoemen
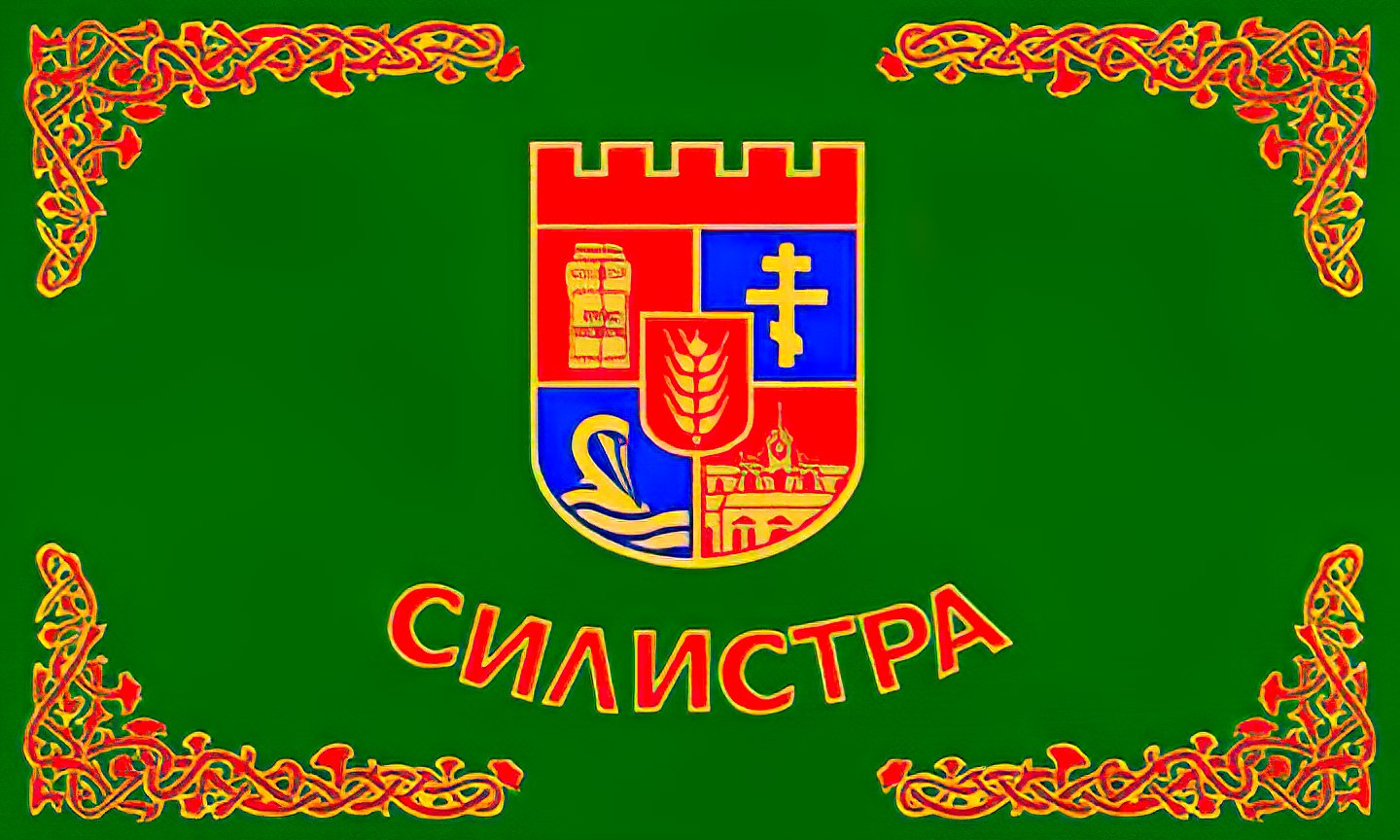
Silistra
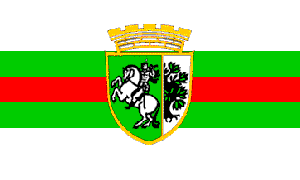
Sliven
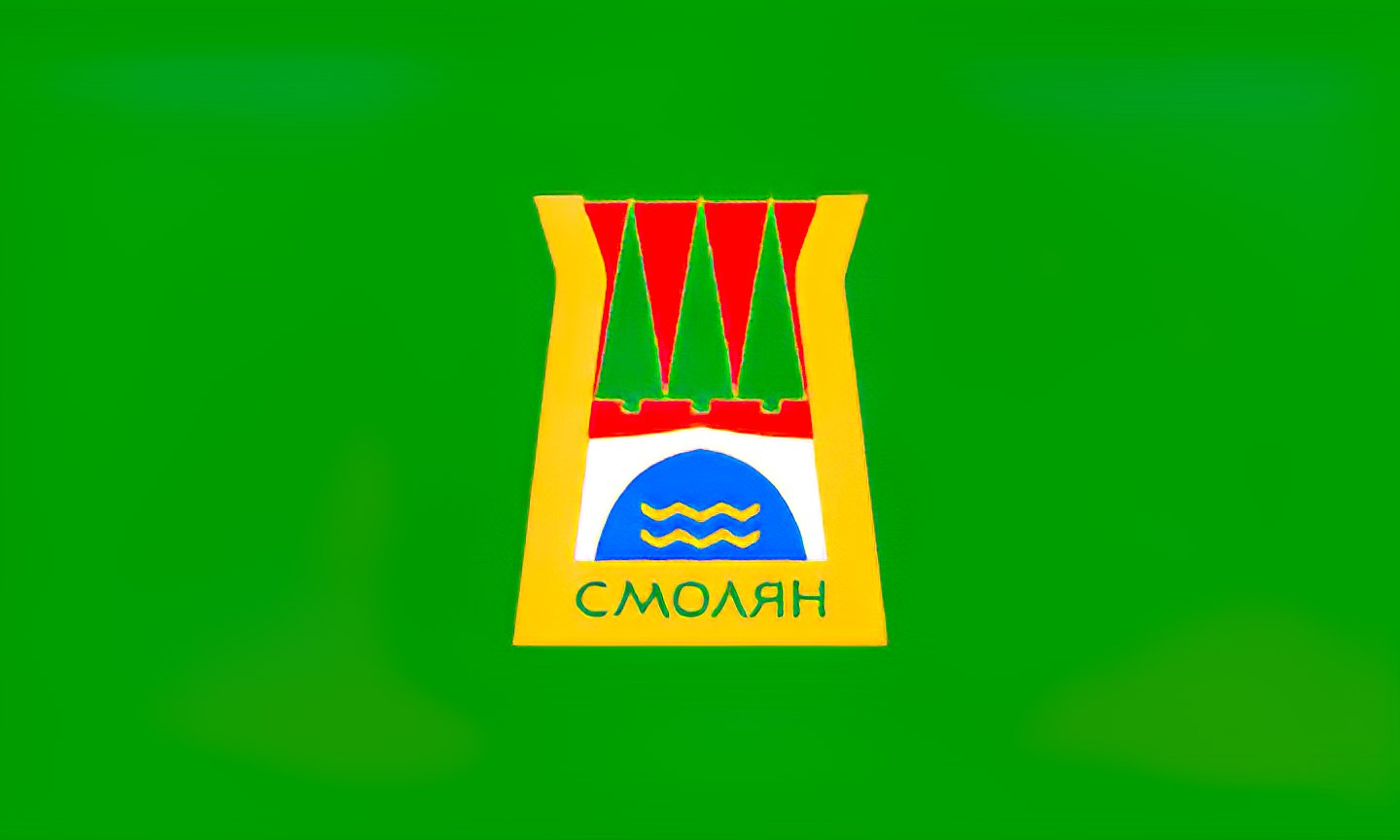
Smoljan
Sofia-Hoofdstad
Sofia (oblast)
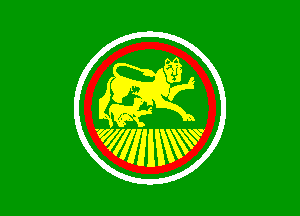
Stara Zagora
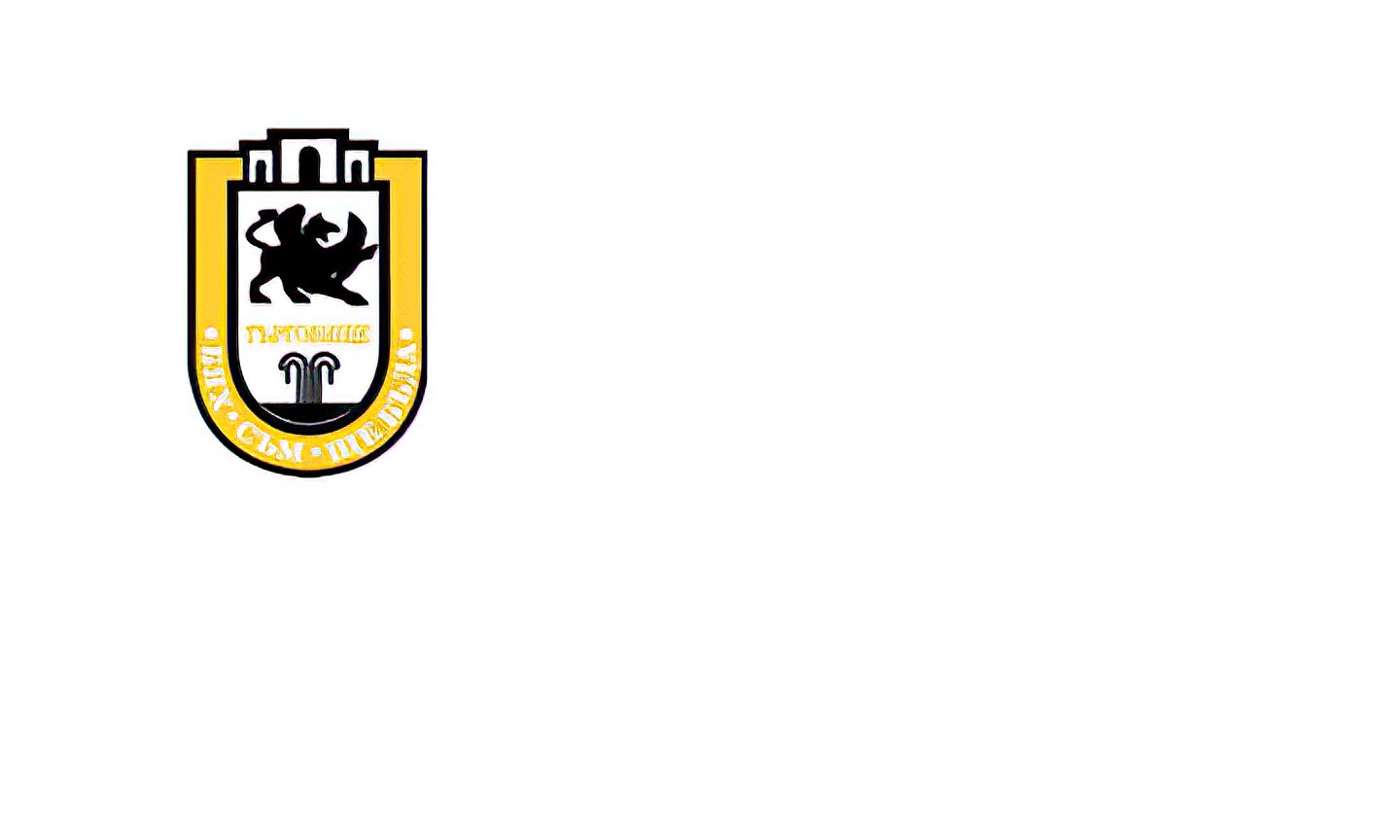
Turgovishte
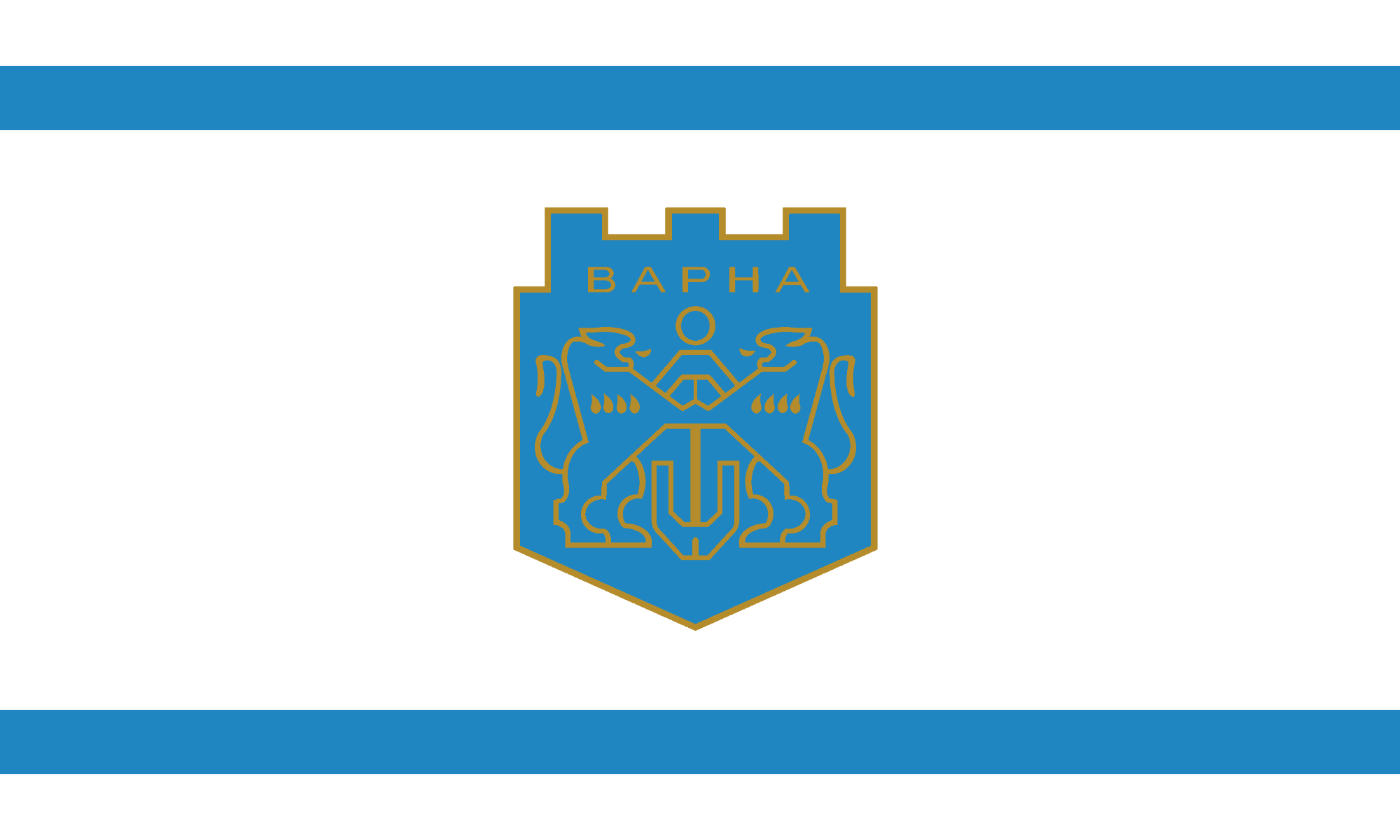
Varna
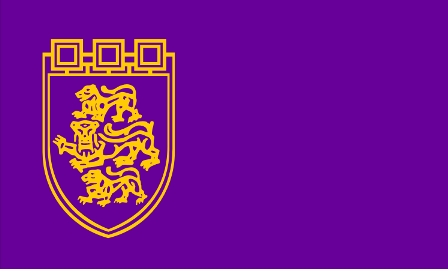
Veliko Turnovo
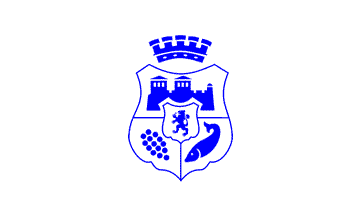
Vidin
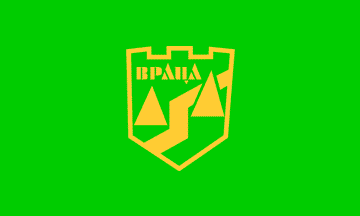
Vratsa